# Edinburgh Castle (Schiff, 1948)
Die Edinburgh Castle (III) war ein 1948 in Dienst gestelltes Passagierschiff der britischen Reederei Union-Castle Line, das im Passagier- und Postverkehr zwischen Großbritannien und Südafrika eingesetzt wurde. 1976 wurde sie außer Dienst gestellt und in Taiwan verschrottet.

## Geschichte
Das 28.705 BRT große Dampfturbinenschiff Edinburgh Castle wurde bei Harland & Wolff im nordirischen Belfast gebaut. Das Passagier- und Frachtschiff war 227,39 Meter lang, 25,45 Meter breit und hatte einen maximalen Tiefgang von 9,75 Metern. Die Passagierunterkünfte waren für 227 Reisende in der Ersten Klasse und 478 in der Kabinenklasse bemessen. Hinzu kam eine Besatzung von 400 Personen. Die Edinburgh Castle war das dritte Schiff der Reederei, das diesen Namen trug (nach den 1872 bzw. 1910 in Dienst gestellten Vorgängern). Das Schiff wurde mit Dampfturbinen angetrieben, die auf zwei Propeller wirkten und 35.000 Shaft Horsepower (SHP) leisteten. Die Reisegeschwindigkeit lag bei 22 Knoten.
Die Edinburgh Castle wurde zusammen mit einem baugleichen Schwesterschiff, der Pretoria Castle (II), bei Harland & Wolff bestellt, nachdem die Union-Castle Line mit der südafrikanischen Regierung einen neuen Zehnjahresvertrag zur Beförderung der britischen Post ausgehandelt hatte. Sie waren die ersten Neuanschaffungen der Union-Castle Line nach dem Ende des Zweiten Weltkriegs und zudem die bis dahin größten Schiffe der Reederei. Die beiden neuen, modernen Schiffe sollten die Warwick Castle und die Windsor Castle ersetzen, die beide im Krieg versenkt worden waren.
Die Pretoria Castle (Baunummer 1332) lief am 19. August 1947 vom Stapel, der Stapellauf der Edinburgh Castle (Baunummer 1333) folgte am 16. Oktober 1947. Die Edinburgh Castle wurde von Prinzessin Margaret getauft, was einen der ersten öffentlichen Auftritte der damals 17-Jährigen darstellte. Am 9. Dezember 1948 lief das Schiff in Southampton zu seiner Jungfernfahrt nach Südafrika aus. Die Edinburgh Castle wurde auf der Postschiffroute zwischen Southampton, Madeira, Kapstadt, Port Elizabeth, East London und Durban mit gelegentlichen Stopps in Las Palmas de Gran Canaria auf der Rückfahrt eingesetzt. Die Postfahrten der Schiffe der Union-Castle Line nach Südafrika begannen immer in Southampton, während die „Round-Africa“-Fahrten immer von London aus starteten.
1954 stellte die Edinburgh Castle einen Rekord auf der Strecke von England nach Kapstadt auf, als sie die Fahrt in elf Tagen und 21,5 Stunden bewältigte. Am 10. Februar 1956 war sie das erste Schiff, das den neuen Union-Castle Terminal an Pier 102 in den Southampton Docks nutzte. 1962 wurde der Round-Africa-Service eingestellt. Im selben Jahr wurde das Schiff bei einer Außenstelle von Harland & Wolff in Southampton grundlegend modernisiert und unter anderem mit einer Klimaanlage versehen. 1965 wurde das Schiff erneut umgebaut und konnte fortan 155 Passagiere Erster Klasse und 491 in der Touristenklasse befördern. Von da an wurde die Edinburgh Castle in einem neuen Expressdienst nach Kapstadt verwendet, der in Zusammenarbeit mit der Reederei Safmarine betrieben wurde. Die Pretoria Castle und die 1962 in Dienst gestellte Transvaal Castle wurden sogar gänzlich der Safmarine überlassen.
Auf dieser Route blieb die Edinburgh Castle, bis sie am 12. April 1976 zum letzten Mal mit Passagieren in Southampton anlegte. Danach fuhr sie lediglich mit Fracht an Bord nach Durban, was sie am 10. Mai erreichte und anschließend weiter nach Kaohsiung (Taiwan), wo sie am 3. Juni eintraf. Dort wurde das Schiff durch die Chou's Iron & Steel Company Ltd. verschrottet.